# Sappho Patera (quadrangle)

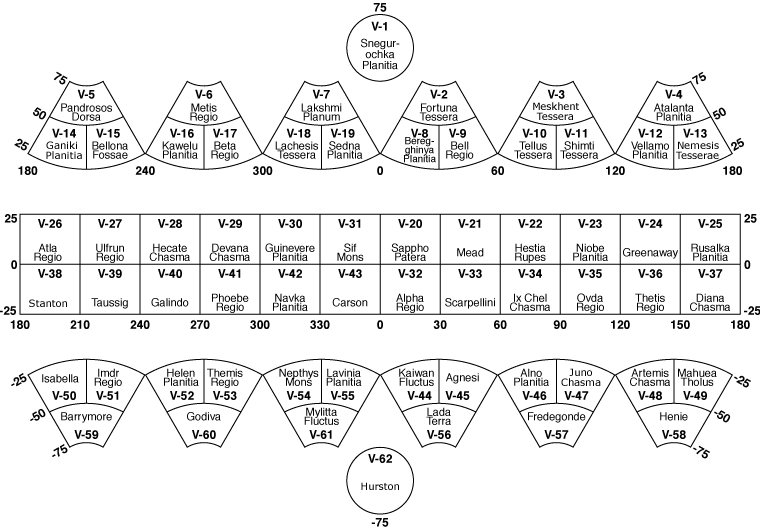
Quadrangles op Venus op schaal 1 : 5.000.000

Sappho Patera (V-20; breedtegraad 0°–25° N, lengtegraad 0°–30° E) is een quadrangle op de planeet Venus. Het is een van de 62 quadrangles op schaal 1 : 5.000.000. Het quadrangle werd genoemd naar de gelijknamige patera, die op zijn beurt is genoemd naar Sappho, een lyrische dichteres uit het oude Griekenland.

## Geologische structuren in Sappho Patera
Coronae
- Asomama Corona
- Belet-Ili Corona
- Changko Corona
- Gaia Corona
- Kumang Corona
- Libera Corona
- Nehalennia Corona
- Rabzhima Corona
- Sunrta Corona

Dorsa
- Metelitsa Dorsa

Farra
- Carmenta Farra
- Oshun Farra

Fossae
- Namjyalma Fossae

Fluctus
- Merisa Fluctus

Inslagkraters
- Afiruwa
- Agoe
- Akuba
- Aminata
- Annia Faustina
- Callas
- Devorguilla
- Esther
- Faufau
- Festa
- Hiriata
- Kelea
- Manton
- Margarita
- Piaf

Linea
- Badb Linea
- Virtus Linea

Montes
- Anala Mons
- Irnini Mons
- Kali Mons

Paterae
- Sappho Patera

Planitiae
- Bereghinya Planitia
- Tinatin Planitia

Regiones
- Eistla Regio

Tholi
- Dröl-ma Tholus

Valles
- Nepra Vallis